# René Benjamin
René Benjamin (París, 20 de marzo de 1885-Tours, 4 de octubre de 1948), fue un escritor, periodista y conferenciante francés. Ganó el premio Goncourt en 1915 por su novela Gaspard, escrita en el hospital de Tours, donde pasó varios meses, después de haber sido gravemente herido en septiembre de 1914. Amigo de Maurras y de Léon Daudet, fue asistente del mariscal Petain durante la ocupación alemana. Entró en la academia Goncourt en 1938.

## Biografía
Benjamin nació en París, de una familia que llevaba generaciones en la capital. Estudia en el Lycée Henri IV, donde obtuvo varios premios, y continúa en la Sorbona hasta los 21 años, en que fue llamado a filas. Fue gravemente herido al principio de la Primera Guerra Mundial, en 1914, en Verdún. Después de varios meses en el hospital, pasó a los servicios auxiliares, donde sirvió como suministrador de armas, lo que le permitió visitar sucesivamente todos los frentes. La guerra se convirtió así en el origen de varias de sus obras, y sobre todo de Gaspard, publicada en 1915 por Arthème Fayard y que, por iniciativa de Lucien Descaves, recibió el premio Goncourt.  El 28 de junio de 1915 contrajo matrimonio con Elisabeth Lecoy, a la que había conocido como enfermera en el hospital de Saumur y que aparece en Gaspard con el nombre de "Mademoiselle Viette". Tuvo tres hijos.

## Obra
- Madame Bonheur, Grasset, 1909.
- La Farce de la Sorbonne, Marcel Rivière et Cie, 1911.
- Le Pacha, comedia en dos actos representada por primera vez en el Théâtre national de l'Odéon en 1911, Librairie Stock, 1911.
- Les Justices de paix ou les vingt façons de juger dans Paris, Arthème Fayard, 1913.
- Paris, sa faune et ses mœurs, l'Hôtel des ventes, dibujos de Jean Lefort, G. Oudin, 1914.
- Gaspard (Les soldats de la guerre), Arthème Fayard, 1915. Ganadora del premio Goncourt en 1915 (Hay una traducción española en Los premios Goncourt de novela I, de Plaza y Janés, 1964, titulada Gaspar. Anteriormente (1921) Calpe editó la novela, con traducción de Manuel Azaña, en su colección Los Humoristas).
- Gaspard, con 16 dibujos inéditos de Jean Lefort reproducidos en facsimiles, Devambez, 1917.
- Sous le ciel de France. La guerre, Arthème Fayard, 1916.
- Un pauvre village de France, con 29 grabados de Jean Perrier, L’Édition de luxe, 1918.
- Le Major Pipe et son père, Anglais en guerre, Arthème Fayard, 1918.
- Les Rapatriés, Berger-Levrault, 1918.
- Le Palais et ses gens de justice, Arthème Fayard, 1919.
- Grandgoujon, Arthème Fayard, 1919.
- Amadou bolcheviste, Arthème Fayard, 1920.
- La Pie borgne, comedia en un acto representada por primera vez en el Théâtre national del Odéon, el 24 de junio de 1921, Librairie Stock, 1921.
- Les Plaisirs du hasard, comedia en cuatro actos representada por primera vez en el Théâtre du Vieux-Colombier el 21 de abril de 1922, La Petite illustration théâtrale n° 71, 1922.
- Antoine déchaîné, Arthème Fayard, 1923.
- Valentine ou la folie démocratique, Arthème Fayard, 1924.
- Il faut que chacun soit à sa place, comedia en tres actos representada por primera vez en el Théâtre du Vieux-Colombier el 4 de febrero de 1924, La Nouvelle Revue française, 1924 (avec Les Plaisirs du hasard).
- Le Soliloque de Maurice Barrès, Arthème Fayard, 1924.
- La Prodigieuse Vie d'Honoré de Balzac, Plon, collection « Le roman des grandes existences», 1925.
- Minerve ou le Charcutier comprenant Valentine ou la folie démocratique – Il faut que chacun soit à sa place – Villandry ou le visage de la France, Nouvelle Librairie nationale, 1926.
- Aliborons et démagogues, Arthème Fayard, 1927.
- Au soleil de la poésie. Sous l'œil en fleur de Madame de Noailles, Librairie des Champs-Élysées, 1928.
- Antoine enchaîné, Éditions des Cahiers libres, 1928.
- Glozel, vallon des morts et des savants, Arthème Fayard, 1928.
- La cour d'Assises, ses pompes et ses œuvres, Arthème Fayard, collection « Le Livre de demain», 1931.
- Les Paroles du maréchal Joffre, Éditions des Cahiers libres, 1929.
- Les Augures de Genève, Arthème Fayard, 1929.
- Clemenceau dans la retraite, Plon, 1930 (colección « La Palatine»).
- Taureaux et méridionaux, étude de René Groos. illustrations d'André Villeboeuf, Édition du Capitole, 1930.
- Saint Vincent de Paul, Á la Cité des Livres, 1930.
- La Dernière Nuit, Flammarion, 1930 (colección « Les Nuits»).
- Barrès-Joffre, Plon (colección « Grandes figures»), 1931.
- Charles Maurras, ce fils de la mer, Plon (colección « La Palatine»), 1932.
- Paris, pieza en dos actos y ocho cuadros representada por primera vez en el teatro de la Porte Saint-Martin el viernes 22 de enero de 1932, Plon, 1932.
- Sacha Guitry, roi du théâtre, Plon, 1933 (colección « La Palatine»).
- Molière, Plon, 1936.
- Mussolini et son peuple, Plon, 1937.
- Chronique d'un temps troublé, Plon (colección « La Palatine»), 1938.
- Marie-Antoinette, Les Éditions de France, 1940.
- Le Printemps tragique, Plon (colección « La Palatine»), 1940.
- Vérités et rêveries sur l'éducation, Plon, 1941.
- La Solitude d'Antoine, Aux Armes de France, 1941.
- Le Maréchal et son peuple, Plon, 1941.
- Les Sept Étoiles de France, Plon, 1942.
- L'Homme à la recherche de son âme: témoignage d'un Français sur le drame de ce temps  con 7 aguafuertes de André Jacquemin, Plon, 1943.
- Le Grand Homme seul, Plon, 1943.
- La Table et le verre d'eau. Histoire d'une passion, Genève, Les Trois Anneaux, 1946.
- L'Enfant tué, Les Éditions nouvelles, 1946.
- Les Innocents dans la tempête, Plon, 1947.
- La Visite angélique, 'L'Élan, 1948.
- Le Divin Visage, 'L’Élan', 1948.
- La Galère des Goncourt, préface de Sacha Guitry, L'Élan', 1948.
- Le Vin, lumière du cœur, Robert Cayla, collection « Les Amis de l’originale», 1948.
- Balzac, pieza inédita en 7 actos, prefacio de Anne Brassié, prólogo de Xavier Soleil, Les Cahiers René Benjamin, Cahier n° 1 (1.er semestre 2013), éditions Pardès, 2013.
- Carnets de Guerre 1939-1948, extractos inéditos presentados por Xavier Soleil, prefacio de Yann Clerc, Les Cahiers René Benjamin, Cahier n° 2 (2ème semestre 2013, éditions Pardès, 2013.